# Cymbopogon microstachys
Cymbopogon microstachys är en gräsart som först beskrevs av Joseph Dalton Hooker, och fick sitt nu gällande namn av Soenarko. Cymbopogon microstachys ingår i släktet Cymbopogon, och familjen gräs. Inga underarter finns listade i Catalogue of Life.